# Universidade de Pretória
A Universidade de Pretória é uma universidade pública localizada em Pretória, capital executiva da África do Sul. Desde 1997, a universidade tem produzido mais resultados de pesquisa a cada ano do que qualquer outra instituição de ensino superior no país, como medida pelo Departamento de Educação de referência.
A universidade, em seus mais de um século de serviço letivo, graduou mais de 200.000 alunos. Através de sua servidão permanente tornou-se o maior contribuinte para graduados na África do Sul. Durante o ano acadêmico de 2007, cerca de 11.500 alunos se graduaram e cerca de 18.000 pessoas participaram da oferta abrangente da universidade de cursos de curta duração através do seu programa de educação continuada.
Com um total de cerca de 38.934 alunos matriculados, é uma das maiores universidades do país. Está classificada entre as 10 melhores universidades da África, ocupando a terceira posição no continente, logo após a Universidade do Cairo e a Universidade da Cidade do Cabo.